# Mount Walker
Mount Walker är ett berg i Antarktis. Det ligger i Västantarktis. Argentina, Chile och Storbritannien gör anspråk på området. Toppen på Mount Walker är 2 007 meter över havet, eller 41 meter över den omgivande terrängen. Bredden vid basen är 1,5 km.
Terrängen runt Mount Walker är huvudsakligen bergig, men den allra närmaste omgivningen är kuperad. Trakten är obefolkad. Det finns inga samhällen i närheten. 